# Phosphorpentaiodid
Phosphorpentaiodid ist eine chemische Verbindung mit der Summenformel PI5.
Im Gegensatz zu den homologen Phosphorpentabromid, -chlorid und -fluorid besitzt es keine trigonal-bipyramidale Struktur. In Lösung liegt es als Addukt zwischen Phosphortriiodid (PI3) und einem Iodmolekül (I2) vor. Im Festkörper bildet sich ein Cokristallisat aus Phosphortriiodid und Iod.

## Gewinnung und Darstellung
Phosphorpentaiodid lässt sich durch Reaktion von Natriumiodid mit Phosphorpentachlorid in Methyliodid darstellen.